# Spenceria ramalana
Spenceria ramalana är en rosväxtart som beskrevs av Henry Trimen. Spenceria ramalana ingår i släktet Spenceria och familjen rosväxter.

## Underarter
Arten delas in i följande underarter:
- S. r. ramalana
- S. r. parviflora